# Pasi Voho
Pasi Voho (ur. 1 stycznia 1978 w Helsinkach) – fiński snowboardzista. Nigdy nie startował na zimowych igrzyskach olimpijskich. Podczas mistrzostw w Madonna di Campiglio zajął 38. miejsce w halfpipe’ie. Najlepsze wyniki w Pucharze Świata, osiągnął w sezonie 1999/2000, kiedy to zajął 29. miejsce w klasyfikacji generalnej, zaś w klasyfikacji halfpipe’a był czwarty.
W 2001 roku ogłosił zakończenie kariery.

## Sukcesy

### Mistrzostwa Świata
| Miejsce | Dzień       | Rok  | Miejscowość          | Konkurencja | Zwycięzca        |
| ------- | ----------- | ---- | -------------------- | ----------- | ---------------- |
| 38.     | 27 stycznia | 2001 | Madonna di Campiglio | Halfpipe    | Kim Christiansen |

### Puchar Świata

#### Miejsca w klasyfikacji generalnej
- 1997/1998 - 127.
- 1999/2000 - 29.
- 2000/2001 - 70.

#### Miejsca na podium
1. Tandådalen – 28 stycznia 2000 (Halfpipe) - 2. miejsce
2. Tandådalen – 29 stycznia 2000 (Halfpipe) - 3. miejsce
3. Sapporo – 19 lutego 2000 (Halfpipe) - 3. miejsce
4. Shiga Kōgen – 27 lutego 2000 (Halfpipe) - 3. miejsce